# Silent, E
Silent, E（サイレント イー）は、主に京都にて活動する4人組R&B JAZZ FUNK系バンド。
キャッチフレーズはコーヒーや紅茶を飲みながら聞けるようなお洒落な音楽を。

## メンバー

### 田中　秀哉
（たなか　しゅうや、1997年9月4日 - ）ボーカル、Silent, Eの楽曲の作詞を担当。
Twitter ID @shiyuya94

### 藤本　一
（ふじもとはじめ、1996年10月5日 - ）ギター
Twitter ID @onegkm

### 池本　京平
（いけもときょうへい、1997年9月9日 - ）ベース
Twitter ID @Kyohei_Ikemoto

### 風間　伊織
（かざまいおり、1996年5月12日 - ）ドラムス
Twitter ID @npl_drum

## 経緯
2013年
8月7日 - 京都mojoにて開催されたザ・高校生に正面衝突というバンドで出ていた田中秀哉と池本京平が@ne Placeというバンドで出ていた風間伊織・藤本一と対バンをきっかけに知り合う。
10月26日 - 田中秀哉が池本京平とともにTwitter内でよびかけたところ、他バンドで活動していた風間伊織・藤本一に声をかけられる。
2014年
1月18日 - Silent, Eとしては初ライブを、京都ARCDEUXで行う。
3月31日 - 京都mojoでライブを行う。
5月17日 - 京都GROWLYでライブを行う。
7月26日 - 石山U-STONE☆にてライブを行う。
ここで初府外でのライブを行った。
9月7日 - 京都ARCDEUXでは２回目となるライブを行う。

## ライブ
| 公演日        | 公演場所    |  | 備考 |
| ------------- | ----------- |  | ---- |
| 2014年1月18日 | 京都ARCDEUX |  |      |
| 2014年3月31日 | 京都mojo    |  |      |
| 2014年5月17日 | 京都GROWLY  |  |      |